# Скворцов, Александр Викентьевич
Александр Викентьевич Скворцов (28 августа 1954, Горький — 4 февраля 2020, Москва) — советский хоккеист, нападающий, олимпийский чемпион, трёхкратный чемпион мира. Заслуженный мастер спорта СССР (1981), тренер.

## Биография
Воспитанник Александра Михайловича Рогова и Валерия Ивановича Кормакова. С 1974 года Александр Скворцов стал выходить на лёд в форме «Торпедо» (Горький).
Со временем Александр стал одним из лидеров своего родного клуба, хоккейное звено Скворцов — Ковин — Варнаков стало одним из сильнейших в советском хоккее конца 1970-х — начала 1980-х годов и самой сильной тройкой в немосковских клубах, его успешная игра за «Торпедо» не могла остаться незамеченной тренерским штабом сборной СССР. На Кубке Канады 1976 он выступал в тройке с одноклубником Владимиром Ковиным и челябинцем Валерием Белоусовым.
В Суперсерии 1978/1979 играл за «Крылья Советов», в Суперсерии 1979/1980 — за ЦСКА.
Умер 4 февраля 2020 года на 66-м году жизни.

Могила на Бугровском кладбище

Похоронен на Бугровском кладбище (участок № 9).

## Достижения
- Олимпийский чемпион 1984.
- Серебряный призёр Олимпийских игр 1980.
- Чемпион мира 1979, 1981, 1983.
- Чемпион Европы 1979, 1981, 1983, 1985.
- Бронзовый призёр чемпионата мира 1985.
- Обладатель Кубка Канады 1981.
- Участник Кубка Канады 1976, 1981, 1984.
- Обладатель Кубка Вызова 1979.
- На чемпионатах мира/Европы и Олимпийских играх — 44 матча, 19 шайб.
- В турнирах Кубка Канады — 18 матчей, 2 гола.
- Член Клуба Всеволода Боброва (293 гола).
- В чемпионатах СССР сыграл 619 матчей, забросил 255 шайб (из них в зачёт высшей лиги — 591 игра, 244+204=448 очков).

## Игровой номер
- В «Торпедо» играл под номером «17», именной свитер с этим номером вывешен под сводами Дворца Спорта в Нижнем Новгороде.
- В сборной на Кубке Вызова 1979 выступал под номером «11», а потом за Александром Скворцовым прочно закрепился номер «26».
- В клубной Суперсерии 1979/80 за ЦСКА выступал под номером «24».

## Награды
- Орден Дружбы народов (22.05.1984) — за высокие спортивные достижения на XIV зимних Олимпийских играх.
- Орден «Знак Почёта» (22.05.1981) — за большой вклад в развитие советского хоккея и успешное выступление на чемпионате мира и Европы 1981 года по хоккею.
- Медаль «За трудовую доблесть» (07.06.1979) — за высокие спортивные достижения на чемпионате мира и Европы 1979 года по хоккею и международных соревнованиях.

## Статистика выступлений
|                          |                          |                                   | Регулярный сезон | Регулярный сезон | Регулярный сезон | Регулярный сезон | Регулярный сезон |
| Сезон                    | Команда                  | Лига                              | Игр              | Г                | П                | О                | ШТ               |
| ------------------------ | ------------------------ | --------------------------------- | ---------------- | ---------------- | ---------------- | ---------------- | ---------------- |
| 1972/73                  | Торпедо Горький          | Чемпионат СССР                    | 2                | 0                | 0                | 0                | 0                |
| 1973/74                  | Торпедо Горький          | Чемпионат СССР                    | 19               | 3                | 3                | 6                | 2                |
| 1974/75                  | Торпедо Горький          | Чемпионат СССР                    | 36               | 13               | 8                | 21               | 2                |
| 1975/76                  | Торпедо Горький          | Чемпионат СССР                    | 34               | 19               | 12               | 31               | 12               |
| 1976/77                  | Торпедо Горький          | Чемпионат СССР                    | 36               | 8                | 7                | 15               | 13               |
| 1977/78                  | Торпедо Горький          | Чемпионат СССР                    | 36               | 19               | 11               | 30               | 30               |
| 1978/79                  | Торпедо Горький          | Чемпионат СССР                    | 43               | 25               | 21               | 46               | 25               |
| 1979/80                  | Торпедо Горький          | Чемпионат СССР                    | 44               | 24               | 25               | 49               | 20               |
| 1980/81                  | Торпедо Горький          | Чемпионат СССР                    | 44               | 19               | 16               | 35               | 10               |
| 1980/81                  | Торпедо Горький          | Чемпионат СССР. Переходный турнир | 1                | 0                | 1                | 1                | 0                |
| 1981/82                  | Торпедо Горький          | Чемпионат СССР                    | 41               | 22               | 15               | 37               | 17               |
| 1982/83                  | Торпедо Горький          | Чемпионат СССР                    | 44               | 27               | 20               | 47               | 12               |
| 1983/84                  | Торпедо Горький          | Чемпионат СССР                    | 37               | 18               | 11               | 29               | 21               |
| 1984/85                  | Торпедо Горький          | Чемпионат СССР                    | 31               | 10               | 9                | 19               | 14               |
| 1985/86                  | Торпедо Горький          | Чемпионат СССР                    | 34               | 2                | 7                | 9                | 14               |
| 1986/87                  | Торпедо Горький          | Чемпионат СССР                    | 29               | 8                | 8                | 16               | 10               |
| 1987/88                  | Торпедо Горький          | Чемпионат СССР                    | 25               | 7                | 14               | 21               | 4                |
| 1987/88                  | Торпедо Горький          | Чемпионат СССР. Переходный турнир | 26               | 7                | 8                | 15               | 8                |
| 1988/89                  | Торпедо Горький          | Чемпионат СССР                    | 24               | 8                | 5                | 13               | 8                |
| 1988/89                  | Торпедо Горький          | Чемпионат СССР. Переходный турнир | 35               | 15               | 16               | 31               | 20               |
| 1989/90                  | Кярпят Оулу              | Чемпионат Финляндии               | 22               | 20               | 40               | 60               | 0                |
| 1991/92                  | Каликс                   | Чемпионат Швеции (2 див)          | 19               | 16               | 29               | 45               | 6                |
| 1992/93                  | Каликс                   | Чемпионат Швеции (2 див)          | 24               | 16               | 36               | 52               | 12               |
| 1993/94                  | Каликс                   | Чемпионат Швеции (2 див)          | 23               | 20               | 35               | 55               | 8                |
| Всего в чемпионатах СССР | Всего в чемпионатах СССР | Всего в чемпионатах СССР          | 591              | 244              | 204              | 448              |                  |

## Статистика выступлений в Суперсериях
| Сезон   | Команда               | Лига | Игр | Г | П | О  | ШТ |
| ------- | --------------------- | ---- | --- | - | - | -- | -- |
| 1978/79 | Крылья Советов Москва | НХЛ  | 4   | 6 | 4 | 10 | 2  |
| 1979/80 | ЦСКА Москва           | НХЛ  | 4   | 1 | 1 | 2  | 0  |
| 1982/83 | СССР                  | НХЛ  | 6   | 1 | 0 | 1  | 2  |

## Статистика выступлений за сборную
| Год  | Сборная | Турнир           | Место   |    | И | Г | П | О | Штр |
| ---- | ------- | ---------------- | ------- | -- | - | - | - | - | --- |
| 1976 | СССР    | Кубок Канады     | Бронза  | 5  | 0 | 2 | 2 | 0 |     |
| 1979 | СССР    | Кубок Вызова     | Золото  | 3  | 0 | 2 | 2 | 0 |     |
| 1979 | СССР    | Чемпионат мира   | Золото  | 7  | 2 | 3 | 5 | 0 |     |
| 1980 | СССР    | Олимпийские игры | Серебро | 7  | 2 | 5 | 7 | 0 |     |
| 1981 | СССР    | Чемпионат мира   | Золото  | 8  | 4 | 1 | 5 | 2 |     |
| 1981 | СССР    | Кубок Канады     | Золото  | 7  | 1 | 0 | 1 | 4 |     |
| 1983 | СССР    | Чемпионат мира   | Золото  | 10 | 5 | 1 | 6 | 4 |     |
| 1984 | СССР    | Олимпийские игры | Золото  | 7  | 4 | 3 | 7 | 0 |     |
| 1984 | СССР    | Кубок Канады     | Бронза  | 6  | 1 | 2 | 3 | 0 |     |
| 1985 | СССР    | Чемпионат мира   | Бронза  | 5  | 2 | 0 | 2 | 0 |     |

## Тренерская карьера
- «Каликс».
- «Хаммарбю ИФ» (Стокгольм).
- «Мункфорш».
- «Эстерокер» (Окерсберга).
- С апреля 2001 г. по май 2003 г. — тренер «Амура» (Хабаровск).
- С 2002—2008 г. тренер СДЮШОР «Торпедо».
- С 2004 г. по декабрь 2005 г. — тренер «Торпедо» (Нижний Новгород).
- Тренер, старший тренер ХК «Саров» (2009—2012).